# 고가도로

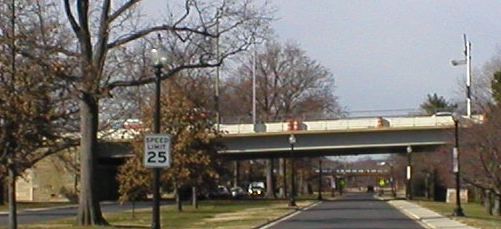
워싱턴 DC의 고가도로

고가도로(高架道路, 영어: overpass, overbridge, flyover)는 특별시·광역시·시 또는 군 내 주요지역을 연결하거나 특별시·광역시·시 또는 군 상호간을 연결하는 도로로서 지상교통의 원활한 소통을 위하여 공중에 설치하는 도로이다. 철도역을 위로 지나는 도로, 주요 도로와 교차로를 만들지 않기 위한 경우 등이 있다.

## 같이 보기
- 보도교
- 구름다리
- 고가교
- 야생동물 이동 통로